# Plastic Beach
A Plastic Beach a brit Gorillaz virtuális együttes harmadik stúdióalbuma, mely 2010. március 3-án jelent meg nemzetközileg a Parlophone, illetve az Amerikai Egyesült Államokban a Virgin Records gondozásában. A lemezen ismert előadók, többek között Snoop Dogg, a De La Soul, Mos Def és Lou Reed működtek közre. A Plastic Beach a brit albumlistán és a Billboard 200-on is a második helyen debütált. A kritikusoknak elismerő véleménnyel voltak a Plastic Beach-ről, több összeállításban is szerepelt az év legjobb tíz albuma között.

## Az album dalai
1. Orchestral Intro
2. Welcome to the World of Plastic Beach
3. White Flag
4. Rhinestone Eyes
5. Stylo
6. Superfast Jellyfish
7. Empire Ants
8. Glitter Freeze
9. Some Kind of Nature
10. On Melancholy Hill
11. Broken
12. Sweepstakes
13. Plastic Beach
14. To Binge
15. Cloud of Unknowing
16. Pirate Jet